# Armageddon (Mertens)
Armageddon, op. 141 is een compositie voor harmonieorkest  de Nederlandse componist Hardy Mertens uit 1987.
Het werk is op cd opgenomen door de Marinierskapel der Koninklijke marine onder leiding van Gert D. Buitenhuis en op langspeelplaat door het Harmonieorkest van het Conservatorium in Maastricht.